# Instituto Arnamagnæan
El Instituto Arnamagnæan o Instituto Arne Magnusson (idioma danés: Den Arnamagnæanske Samling, antiguamente Det Arnamagnæanske Institut) es una institución de enseñanza e investigación creada en 1956 para el estudio de los manuscritos de la colección Arnamagnæan, una colección procedente del patrimonio del anticuario y erudito Árni Magnússon de la Universidad de Copenhague en 1730.
Con fecha 1 de julio de 2003 el Instituto Arnamagnæan se unió a los institutos de dialectología danesa (Institut for Dialektforskning) y onomásticas (Institut for Navneforskning) creando el Nordisk Forskningsinstitut (Departamento de Investigación Escandinava), una parte de la Facultad de Humanidades de la Universidad de Copenhague.
La Den Arnamagnæanske Kommission (Comisión Arnamagnæan), creada en 1772, es el cuerpo administrativo de la Det Arnamagnæanske Legat (Fundación  Arnamagnæan Foundation), la fuente principal de dotaciones para la insititución privada de Arni Magnússon, un dinero que iba a ser destinado para publicación de ediciones de textos y estudios relacionados con los manuscritos de la colección.
La función principal del Instituto Arnamagnæan es preservar y promover el estudio de los manuscritos de la colección de manuscritos Arnamagnæan, de conformidad con los términos de la Fundación Arnamagnæan, establecida en 1760. La colección, que consta de unos 3.000 artículos, está repartida ahora entre Copenhague y Reikiavik. El personal académico del Instituto, que en la actualidad la componen siete personas, son los responsables de la investigación y la enseñanza en las áreas de nórdico antiguo occidental (o islandés viejo), nórdico antiguo oriental (o sueco viejo), danés antiguo, así como islandés moderno, feroés y la literatura.
La institución dispone de un estudio fotográfico y un taller de conservación, el primero con un equipo de dos personas y el segundo con otro de tres personas a tiempo completo. También publica una serie de monografías académicas bajo el título general Biblioteca Arnamagnæana y una serie de ediciones de textos en nórdico antiguo e islandés, Editiones Arnamagnæanæ. 
La institución organiza, junto con Instituto Árni Magnússon, un campo escuela estival que se celebra de forma alterna entre Copenhague y Reykjavík, y junto a la Biblioteca Real de Dinamarca, un seminario internacional sobre el cuidado y conservación de manuscritos, en Copenhague cada 18 meses. 